# アウン・ナイン・ウー
ウ・アウン・ナイン・ウー（ビルマ語: ဦးအောင်နိုင်ဦး U Aung Naing Oo、英語: Aung Naing Oo）は、2021年2月1日に国軍によって任命された現職のミャンマーの投資・対外経済関係大臣である。彼は退役軍人で、2000年に官僚へ転身し、貿易商業関係の要職に就いた。

## 経歴
アウン・ナイン・ウーは学士号を取得している。1981年から2000年にかけて国軍で奉公した。
退役後は商務省に入省し、2000年から2005年にかけてミャンマー農産物交易公社（MATP）の副部長を務めた。2006年から2010年にかけて大臣室、2010年から2011年にかけて国境貿易局、2011年5月から2012年にかけて投資企業管理局（DICA）など、同省内の複数の機関で副局長を務めた。2012年にはDICA事務局長へ昇格し、2019年まで事務局長として奉職した。
2019年3月29日付で、対外経済関係局（FERD）に局長として出向。2019年4月、同省の常任秘書官を兼任で拝命する。
国軍は2021年にクーデターを断行した後、2021年2月1日付でアウン・ナイン・ウーを投資・対外経済関係大臣に任命した。

## 私生活
アウン・ナイン・ウーは既婚者で、娘が二人いる。